# Nhàn lưng đen

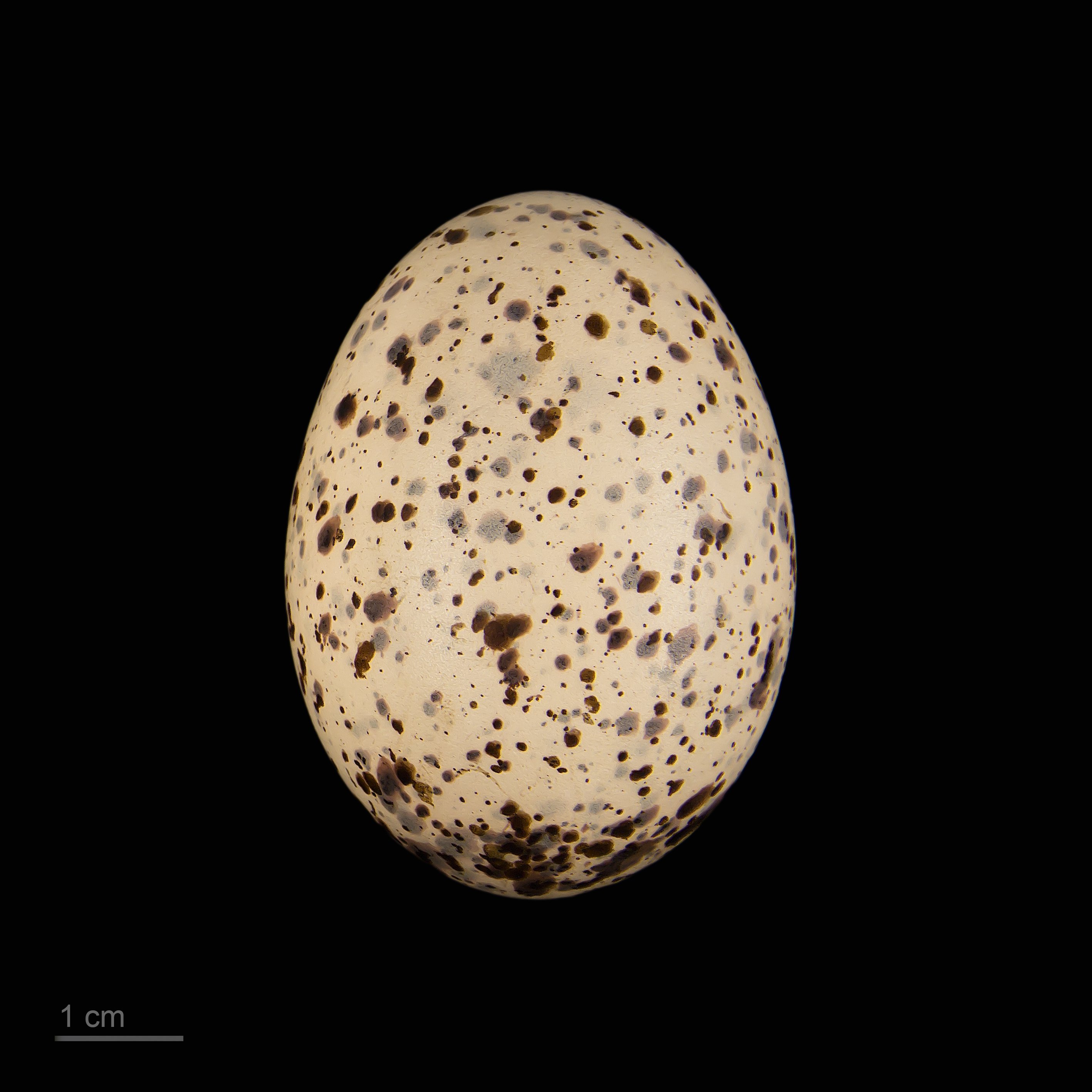
Onychoprion anaethetus

Onychoprion anaethetus (danh pháp hai phần: Onychoprion anaethetus,) là một loài chim biển trong họ Nhàn.

## Miêu tả
Đây là một chim nhàn có kích cỡ vừa, dài 30–32 cm với sải cánh dài 77–81 cm tương tự như nhàn thông thường về kích thước, nhưng thân chắc nịch hơn. Cánh và đuôi sâu chia hai dài, và nó có màu xám đen trên lưng và phần dưới màu trắng. Trán và mày trắng, như là một chiếc vòng cổ nổi bật trên cổ sau. Nó có chân và mỏ đen. Chim chưa trưởng thành có màu xám như vảy ở trên và nhạt ở dưới.

## Phân phối và chuyển động
Loài chim này là loài di cư và phân tán, trú đông rộng rãi hơn thông qua các đại dương nhiệt đới. Phân loài Đại Tây Dương melanopters sinh sản ở México, Vùng Caribe và phía tây Phi; giống khác hiện diện xung quanh Ả Rập và Đông Nam Á và Úc, nhưng con số chính xác phân loài hợp lệ đang được tranh cãi. Nó là một lang thang hiếm đến Tây Âu.